# Mick Jones
Michael Geoffrey Jones, detto Mick (Clapham, 26 giugno 1955), è un chitarrista e cantante britannico, originariamente membro dei Clash e successivamente dei Big Audio Dynamite e dei Carbon/Silicon.

## Biografia

### Gli inizi
Jones nasce presso il South London Hospital for Woman di Clapham, un distretto di Lambeth (Londra), il 26 giugno del 1955 da padre gallese, Tommy Jones, e da madre inglese di origini ebraico-russe, Renee Zegansky. A seguito del divorzio dei genitori, avvenuto quando ha nove anni, viene affidato alle cure della nonna materna Stella Class, con la quale cresce a Brixton, quartiere multietnico di Londra. Il politico conservatore Grant Shapps, parlamentare del seggio di Welwyn Hatfield, è un suo cugino da parte di madre.
Grazie alla madre, trasferitasi negli Stati Uniti, Mick riceve ogni mese riviste di musica e vinili introvabili nel Regno Unito.
Iscrittosi all'Hammersmith College of Art, fonda con dei suoi amici e compagni di scuola il suo primo gruppo, gli Schoolgirls.
Mick era un vero e proprio appassionato di musica e voleva diventare una rockstar di grande successo.
(Mick Jones)
Tra i suoi gruppi preferiti c'erano i Beatles, i Rolling Stones, gli Who e i Kinks. Quando gli Schoolgirls si sciolsero fondò una nuova band che chiamò i Delinquents con i quali arrivò quasi al successo. La band contattò il produttore Guy Stevens (che Mick adorava e che avrebbe prodotto il futuro album dei Clash, London Calling) il quale decise di far registrare la band, ma non voleva il "ragazzo gracilino" (Mick). Così fu estromesso e appena sentì il demo della vecchia band scoppiò in lacrime. Jones non si arrese e, deciso a diventare una rockstar, vide per caso una trasmissione dell'emittente televisiva BBC che presentava un live dei New York Dolls. Egli rimase folgorato dal modo di muoversi del gruppo e decise di creare una band che seguisse il loro stile.
Nella scuola che frequentava c'era un gruppo e iniziò a fargli da roadie, per semplice curiosità di come si faceva musica.
Iniziò a suonare la batteria, il basso e infine la chitarra. Se la faceva accordare dall'amico Robin Banks, prima di imparare a farlo, non essendo mai andato a lezione. Imparò a suonare sopra i dischi degli Stones, a imparare gli assoli e tutte le sfumature.
Dopo aver lasciato la scuola trascorse un anno lavorando, per poi decidere di entrare all'Istituto d'Arte, all'Hammersmith Art College.
Li conobbe Keith Levene, in seguito chitarrista dei Clash per i primi concerti.
Una volta lasciato l'istituto d'Arte iniziò a lavorare presso l'ufficio per l'assistenza sociale.
Il primo passo per formare questo progetto avvenne quando Jones incontrò ad un party Bernard Rhodes che accettò di produrre le canzoni del suo nuovo gruppo. "Bernie" voleva creare una band antagonista ai Sex Pistols che stavano prendendo forma. Il nome che Jones diede al gruppo fu London SS, con chiare intenzioni provocatorie e per creare scalpore (si riferisce chiaramente alle SS naziste). Furono così aperti i provini per entrare nella band. Il primo "acquisto" fu Paul Simonon. Paul aveva accompagnato un amico al provino, ma fu subito notato da Mick che lo definì: perfetto per il ruolo di rockstar! Paul iniziò alla chitarra sotto gli insegnamenti di Mick, ma vedendo la sua lentezza nell'apprendimento Jones lo fece passare al Basso elettrico. Keith Levene fu reclutato per la chitarra e Terry Chimes alla batteria.
Dopo che Mick e Paul assistettero all'esibizione di un gruppo pub-rock di nome 101'ers rimasero folgorati dal carisma del loro frontman di nome Joe Strummer e dopo una serie di contatti con lui riuscirono ad unirlo alla band.

### I Clash (1976 - 1983)

#### Dalla formazione del gruppo aLondon Calling
Il nome che fu dato alla band fu Clash scelto da Paul Simonon dopo che lo vide su tutti i giornali. A Jones fu affibbiato da Paul il soprannome di "Jonesy". Mick così iniziò a comporre musica con Joe Strummer e pubblicarono il loro primo album dal nome omonimo di The Clash. Prima della pubblicazione fu estromesso Levene che compose con Mick e Joe una sola canzone (What's My Name?). Anche Terry Chimes accreditato come Tory Crimes sull'album fu escluso dal gruppo. Le canzoni dell'album sono tutte composte da Mick e Joe ad esclusione di una cover di Police and Thieves velocizzata a ritmo di rock. Il gruppo passò una settimana ad arrangiare il pezzo, Joe Strummer in seguito disse:
(Joe Strummer)
Il secondo album dei Clash fu Give 'Em Enough Rope che vede l'ingresso come batterista di Topper Headon. Le canzoni sono state snobbate dalla critica, ma comunque l'album arrivò secondo nella classifica britannica. L'unica canzone composta interamente da Mick presente nell'album fu Stay Free. L'anno seguente Mick andò negli USA insieme a Joe per trovare ispirazioni per nuove canzoni (la CBS esigeva subito un terzo album). Crearono una grande quantità di canzoni e furono ospiti della Epic Records (la CBS in versione a stelle e strisce). Si innamorarono degli Stati Uniti a tal punto da far arrivare sia Paul che Topper per fare una tournée.
(Mick Jones)
Finita la tournée sperimentale di tre settimane incisero il terzo album con la collaborazione del produttore Guy Stevens (la stessa persona che fece estromettere Mick dai Delinquents). Il disco prese il nome di London Calling e fu molto apprezzato dalla critica, considerato ancora oggi uno dei più grandi album della storia del Rock. In questo album, Mick compone diverse canzoni, come Train in Vain (che diventerà uno dei singoli estratti dall'album), The Card Cheat e I'm Not Down.
(Mick Jones)
Mick riuscì a convincere il gruppo a far licenziare il manager Bernard Rhodes che secondo Jonesy creava problemi all'interno della band, ma questa azione gli si ritorcerà contro in seguito.

#### DaSandinista!aCombat Rock
Dopo il successo di London Calling iniziarono a verificarsi i primi problemi all'interno dei Clash. Il rapporto tra Joe e Mick incominciò a sgretolarsi pian piano, ma fu rafforzato da un viaggio dei due in Giamaica (promosso dalla CBS). Lì conobbero il loro idolo di vecchia data, Bo Diddley con il quale composero delle canzoni per il quarto album: Sandinista!. L'album vide numerose collaborazioni con musicisti ospiti come Mickey Gallagher e Tymon Dogg. Il disco uscì in triplo formato dopo che Mick condusse una delle prime grandi battaglie storiche vinte (ve ne sarà solo un'altra) dal gruppo contro la CBS e venne venduto al prezzo di due dischi. L'album fu prodotto dagli stessi Clash e Mick aiutò in studio di consolle i tecnici per migliorare il mixaggio. Il disco, forse troppo ambizioso e dispersivo per il grande pubblico, arrivò alla diciannovesima posizione della classifica britannica, sebbene molto apprezzato dalla critica. Iniziò un periodo di vari litigi tra i componenti del gruppo e si arrivò addirittura ad un punto in cui Joe lasciava i testi delle canzoni nella cassetta delle poste di Mick che poi creava la musica.
L'ultimo album con Jones (ci sarà poi l'album Cut the Crap ma senza Mick e Topper) fu Combat Rock, pubblicato nel 1982, che presenta eccellenti brani come Should I Stay or Should I Go scritta dallo stesso Mick.

#### L'allontanamento dal gruppo
Dopo la pubblicazione di Combat Rock, i continui litigi all interno del gruppo continuarono a tal punto che la situazione non poteva essere più sopportata.
Le principali cause dell'allontanamento di Mick furono le seguenti e lo riguardarono tutte:
- 1) Fu ripreso come manager Bernard Rhodes tra le proteste di Mick che era contrario;
- 2) Fu negato a Mick di produrre un mixaggio per il singolo estratto da Combat Rock, Rock the Casbah;
- 3) Mick voleva produrre Combat Rock come un doppio album, ma il resto del gruppo fu contrario;
- 4) Fu allontanato Topper Headon dal gruppo, e Mick si adeguò alla decisione di Paul e Joe.

L'ultima goccia che fece traboccare il vaso fu quando "Bernie" fece firmare un contratto di fedeltà ai Clash e Mick pronunciò la leggendaria frase: «Non mi importa cosa fanno i Clash... dovete parlare prima con il mio avvocato!». Rhodes così fece pressione con frasi chiaramente provocatorie nei confronti di Mick e convinse Joe e Paul ad estrometterlo dal gruppo. "Bernie" ebbe così la sua rivincita nei confronti di Jonesy. Mick accettò la decisione dei tre.
(Joe Strummer, 2001)
La sua ultima apparizione col gruppo, all'US Festival il 28 maggio 1983, negli Stati Uniti, ebbe luogo davanti al più grande pubblico mai avuto dai Clash. Durante il concerto Mick ebbe problemi alla gola, questo gli impedì di eseguire note alte (vedi Hate & War).

### I Big Audio Dynamite (1984 - 1995)

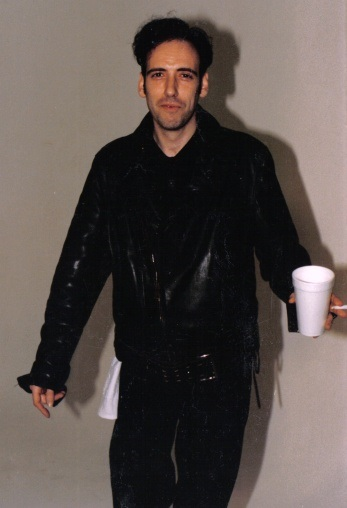
Mick Jones nel 1987.

Dopo la sua controversa espulsione dal gruppo nel 1983, forma nel 1984 i Big Audio Dynamite insieme a Don Letts, gruppo con il quale è stato in attività fino al 1995. Dei Big Audio Dynamite possiamo ricordare sicuramente il pezzo E=MC2, che nel 1985 riscosse un buon successo nell'ambito dance.

### Tempi recenti e ultimi progetti

#### I Carbon/Silicon
Ultimamente Jones insieme a Tony James ha formato la band Carbon/Silicon. Infine si è anche cimentato come produttore per l'album di debutto della band The Libertines e per la nuova band del leader degli stessi Libertines Pete Doherty, i Babyshambles.
Dopo la sua estromissione dal gruppo, comunque, Mick mantenne sempre ottimi rapporti con i Clash e ammise che fu "Bernie" a volerlo cacciare e non il gruppo.
Jones suonò ancora una volta con Joe durante una festa in onore dei pompieri dove riprodussero brani storici dei Clash come White Riot e English Civil War (un mese prima della morte di Joe Strummer).
(Mick Jones)

#### Partecipazioni e collaborazioni
Mick Jones si è anche distinto come musicista turnista (e talora produttore) per altri artisti, fra i quali Ian Hunter, Ellen Foley (1981), Futura 2000, General Public (1984) e Theatre Of Hate's (1982).
Fa una piccola apparizione nel film Codice 46, cantando Should I Stay or Should I Go al karaoke, in un locale di Shanghai.
Nel 2010, Mick Jones si è riunito con Paul Simonon, nell'album dei Gorillaz Plastic Beach; Mick si è esibito anche in concerti con i Gorillaz, suonando la chitarra.
Attualmente Mick e Paul Simonon stanno lavorando a un film basato sulle registrazioni dell'album dei Clash London Calling.

#### La riunione dei Big Audio Dynamite
Nel 2010 Don Letts parlò una imminente riunione dei Big Audio Dynamite. Il 25 gennaio 2011, è stata annunciata ufficialmente la riunione del gruppo che si è ricomposto nella sua formazione originaria, ed è stato anche annunciato un tour di nove date nel Regno Unito.

## Stile chitarristico
Figura poliedrica dei The Clash, va a lui la maggior parte degli arrangiamenti dei brani, mentre Joe Strummer si limitava a scrivere e comporre. Come ritmico varia dal punk al reggae e anche a generi più pesanti. Si cimenta in assoli non vigorosi ma efficaci e minimalista, usando un gran numero di suoni.

## Strumentazione

### Chitarre

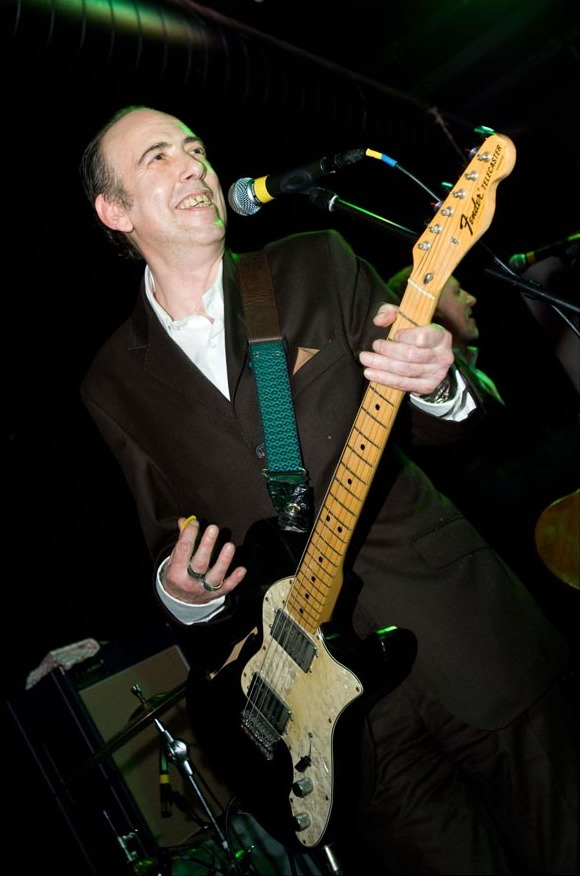
Mick Jones con i Carbon/Silicon, assieme alla Fender Telecaser Thinline

La prima chitarra di Mick Jones fu una Gibson Les Paul Junior, che comprò siccome anche Johnny Thunders ne aveva una. La Les Paul Junior fu la sua chitarra principale dal 1977 alla fine del 1978. In seguito comprò un'altra Gibson Les Paul Junior, però nera (quella precedente era rossa). In certe occasioni suonò anche una Fender Stratocaster, ma la sua chitarra principale rimase sempre la Les Paul Junior. Mick suonò anche una chitarra ad alta tecnologia, chiamata "Bond Electraglide", che può essere osservata sulla copertina di No. 10, Upping St., il secondo disco dei Big Audio Dynamite. In certe occasioni dal vivo insieme ai Carbon/Silicon, Jones suonò anche una Fender Telecaster Thinline del 1972.

## Discografia

### Discografia con i The Clash
- 1977 — The Clash
- 1978 — Give 'Em Enough Rope
- 1979 — London Calling
- 1980 — Sandinista!
- 1982 — Combat Rock

### Con i Big Audio Dynamite/Big Audio II/Big Audio

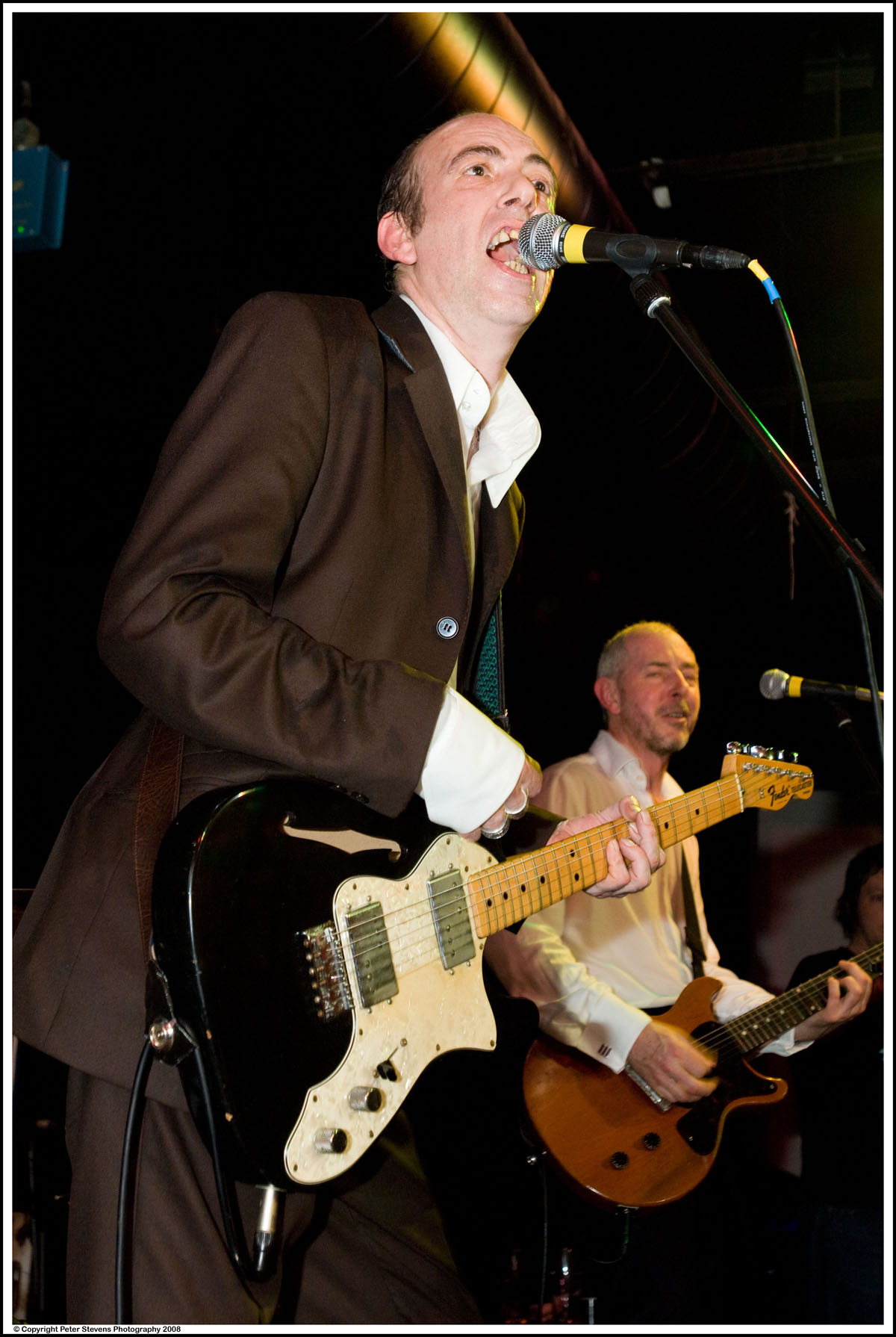
Mick Jones con la sua Fender Telecaster Thinline.

- 1985 — This Is Big Audio Dynamite
- 1986 — No. 10, Upping St.
- 1988 — Tighten Up, Vol. 88
- 1989 — Megatop Phoenix
- 1990 — Kool-Aid
- 1991 — The Globe
- 1994 — Higher Power
- 1995 — F-Punk
- 1997 — Entering a New Ride

### Con i Carbon/Silicon
- 2006 — A.T.O.M.
- 2006 — Western Front
- 2007 — The Crackup Suite
- 2007 — The Last Post
- 2007 — Carbon Casino
- 2009 — The Carbon Bubble
- 2013 — Big Surprise

### Partecipazioni
- 1981 — Ellen Foley — The Spirit of St. Louis
- 1982 — Theatre of Hate's — Westworld
- 2002 — The Libertines — Up the Bracket
- 2010 — Gorillaz — Plastic Beach